# MAGxiv
MAGxiv est un magazine de prépublication de manga en ligne de type seinen, à parution hebdomadaire, et édité par Mag Garden. Ce magazine, issu d'une collaboration entre Mag Garden et Pixiv, vient remplacer le magazine de prépublication en ligne Alterna pixiv après sa fermeture le 2 avril 2018 .
Le magazine est mis à jour tous les lundis à 12h (heure locale).

## Séries prépubliées[3],[4]

### Séries disponibles en français
| Titre                   | Auteur(s)       | année |
| ----------------------- | --------------- | ----- |
| Amour travesti          | Tooru           | 2018  |
| Chat de Yakuza          | Riddle KAMIMURA | 2018  |
| Goodbye, my Rose Garden | Dr.pepperco     | 2020  |
| Soupinou                | Yû Horii        | 2018  |
| Still Sick              | Akashi          | 2018  |

### Séries en cours de prépublication ne bénéficiant pas d'une traduction française
| Titre | Auteur(s) |
| --- | --------- |
| 男子高校生が魔法少女になる話 (Danshi Kôkôsei ga Mahô Shôjo ni Naru Hanashi)                                                         | Konkichi  |
| 女装してめんどくさい事になってるネクラとヤンキーの両片想い (Josô Shite Mendokusai Koto ni Natteru Nekura to Yankee no Ryô Kataomoi) | Tooru     |
| School Zone | Ningiyau  |